# Software Publishing Corporation
Software Publishing Corporation (SPC) fue un fabricante de software empresarial con sede en Mountain View, California, originalmente fue conocido por su serie de paquetes "pfs:" (y sus posteriores series derivadas "pfs: First" y "pfs: Professional") de productos de software empresarial, finalmente fue conocido por su pionero programa de negocios y gráficos de presentación, Harvard Graphics.
Aunque el primer producto de SPC fue desarrollado para la computadora personal Apple II, la mayoría de sus productos se utilizaron en computadoras de escritorio con sistema operativo DOS basadas en texto, con interfaces de usuario no gráficas (GUI), mucho antes de que existieran las GUI gráficas de Macintosh o Microsoft Windows. Un beneficio destacado de Harvard Graphics, entonces, fue que trajo sofisticadas capacidades gráficas en pantalla a las computadoras que ejecutaban el sistema operativo DOS, normalmente no gráfico, basado en texto. Este factor jugó un papel en la desaparición final de la compañía en 1996, ya que Microsoft Windows se distribuía en la mayoría de las computadoras de escritorio. Windows incorporó capacidades gráficas, y gran parte de lo que Harvard Graphics proporcionaba ya no era necesario. SPC se apresuró en desarrollar una versión para Windows de Harvard Graphics, pero los grandes competidores y sus herramientas gráficas de presentación y negocios nativas para Windows habían penetrado tanto en el mercado de Windows que para entonces fue demasiado poco y tarde. A medida que las PC basadas en DOS comenzaron a desaparecer, también lo hicieron los ingresos de SPC.

## Historia
SPC fue establecido en 1980 por tres exempleados de Hewlett-Packard, Fred Gibbons, Janelle Bedke y John Page, con miras a producir paquetes de software para computadoras personales como Apple II. La primera aplicación que se lanzó fue el "Personal Filing System" ("Sistema de archivo personal") (PFS), un programa de base de datos simple para computadoras Apple II. Sin embargo, con el advenimiento de la PC de IBM al año siguiente, la compañía cambió rápidamente su enfoque al floreciente mercado de computadoras de escritorio basadas en DOS, que también incluía un número cada vez mayor de computadoras compatibles con el PC de IBM. El producto PFS de Apple II finalmente condujo a la serie de productos "pfs:" para DOS.
A principios de 1984, InfoWorld estimó que SPC era la novena compañía de software de microcomputadoras más grande del mundo, con $ 14 millones de dólares en ventas en 1983. En 1984, IBM ejecutó un acuerdo de tipo OEM en el cual SPC desarrollaría IBM Assistant Series, que era una versión ligeramente mejorada, pero completamente renombrada de la familia de productos "pfs:" de modo que no se hace mención a SPC en el software o en la documentación; y que IBM tuvo la intención de venderlo con sus computadoras IBM PC y PCjr. IBM publicitó la suite utilizando una figura de Chaplin en un anuncio de Super Bowl TV y en anuncios impresos. Solo un año después, en 1985, la compañía SPC había logrado $50 millones de dólares en ingresos del acuerdo de IBM.